# عمر إسماعيل
عمر قمر الدين إسماعيل سياسي سوداني، كُلّفَ وزيرًا للخارجية منذ 9 يوليو 2020 حتى 11 فبراير 2021، خلفًا لأسماء محمد عبد الله. وهو ناشط حقوقي وإنساني، اشتهر بفضل عمله المتواصل على التعريف بالأوضاع في دارفور. أجبر على الفرار من السودان في عام 1989 عقب «استيلاء» الجبهة الإسلامية على السلطة في نفس العام. عملت بعد ذلك مع الأمم المتحدة كما شغلَ منصب زميل سياسي في كلية كينيدي للإدارة الحكومية في مركز حقوق الإنسان في السياسة بجامعة هارفارد في عام 2006-2007.
وُلد عمر في دارفور وهي منطقة تابعة لدولة السودان. بعد تخرجه من جامعة الخرطوم عملَ كباحث مساعد لدى الدكتور منصور خالد وزير خارجية السودان السابق. بعد فراره من السودان عمل كمندوب لدى الأمم المتحدة في الصومال بين عامي 1992 و1994. خلالَ عودته إلى واشنطن العاصمة؛ ساعد في تأسيس منتدى السودان الديمقراطي وهي منتدى يضمّ مجموعة من السودانيين المثقفين الذين يعملون من أجل النهوض بالديمقراطية في السودان كما على المشاركة في تأسيس مجلس دارفور للسلام والتنمية وهي منظمة تهدفُ إلى رفع مستوى الوعي حول الأزمة في المنطقة المضطربة.